# Robbie Drexhage
Robbie Drexhage (30 december 1966) is een Nederlandse fotograaf en ondernemer. Hij is vooral bekend door zijn straat- en reisfotografie, met veelal mensen of muziek als onderwerp. Daarnaast heeft Drexhage veel (internationale) artiesten gefotografeerd.

## Levensloop
Drexhage begon zijn carrière als fotograaf toen hij Andrew Bowler ontmoette in een treinstation in Algeciras (Spanje), wachtende op het vertrek van de veerboot naar Tanger (Marokko). Hij had in Nederland een goedkope spiegelreflexcamera gekocht voor deze reis door Europa en Marokko. Bowler attendeerde hem op de mogelijkheden van deze camera en van fotografie in het algemeen en de interesse in dat vak was geboren. Drexhage en Bowler hadden veel interesses samen, vooral in de muziek. Deze combinatie groeide in latere jaren uit tot het werken in de muziekindustrie. Terug in Nederland werden de films van deze reis ontwikkeld en enkele kleurenfoto’s trokken de aandacht van mensen.
In 1985 kreeg Drexhage een baan als fotografie-assistent bij Leon Klibansky Photography. Klibansky (vader van de kunstenaar Joseph Klibansky) is een Zuid-Afrikaanse fotograaf, die destijds zijn studio opende in Amsterdam. Drexhage kon hier het vak van reclamefotograaf leren op hoog professioneel niveau. Er werden verschillende internationale reclamecampagnes gemaakt, onder andere voor elektronica-gigant Philips en verzekeraar Nationale-Nederlanden. Gelijktijdig begon Drexhage te studeren aan de fotovakschool te Apeldoorn.
In 1987 stopte Drexhage met deze opleiding, omdat hij een baan kreeg bij Ton Kastermans Fotografie te Hilversum. Drexhage werd persfotograaf en fotografeerde voor verschillende nieuwsagentschappen en voor kranten, waaronder De Gooi- en Eemlander.
Zijn oude schoolvriend Sebastiaan Westerweel droeg zijn klantenkring in de muziekindustrie over aan Drexhage. De klanten waren producenten van merken als Sabian, Zildjian, Tama, Latin Percussion, Ibanez, Washburn, Le Blanc, Mapex, Blade en Gretch.
Robbie Drexhage fotografeerde artiesten als Oletta Adams, Don Alias, George Benson, Terry Bossio, Lester Bowie, Greg Boyer, Michael Brecker, James Brown, Norman Brown, Larry Carlton, Eric Clapton, George Clinton, Billy Cobham, Chick Corea, Candy Dulfer, Earth Wind and Fire, Robben Ford, Laura Fygi, Richard Gere, Buddy Guy, Jim Hall, Herbie Hancock, Dave Holland, Al Jarreau, Dr. John, B.B. King, Branford Marsalis, Pat Metheny, Marcus Miller, Maceo Parker, Oscar Peterson, Simon Phillips, Courtney Pine,  Dianne Reeves, Little Richard, Rosenberg Trio, Poncho Sanchez, Carlos Santana, Joe Satriani, John Scofield, Mike Stern, Sting, Van Morrison, David Weckl, Jimmie Vaughan, The Yellow Jackets en Youssou N'dour. 
Drexhages werk werd gepubliceerd in tijdschriften als The Guitarist, Music Maker, Slagwerkkrant en talloze andere gedrukte media. 
Hij fotografeerde de Pat Metheny Group op hun We live here-tour, fotografeerde het Rosenberg Trio voor hun CD-cover voor het album Caravan en nationale en internationale artiesten kwamen naar zijn studio in Hilversum en later Bussum.
Robbie Drexhage begon zich meer te richten op reclamefotografie en werd ondernemer.
Midden jaren negentig begon Drexhage zich meer te richten op straat- en reisfotografie. Grote voorbeelden waren de fotografen Robert Capa en Henri Cartier-Bresson.
In 1997 begon Drexhage een wereldreis, om zich nog meer te richten op de straatfotografie. Met een kleine compacte camera (om minder op te vallen) fotografeerde hij het leven in landen waaronder Frankrijk, Spanje, Portugal, Italië, Griekenland, Turkije, Nepal, India, Laos, Thailand en Indonesië. Het meeste werk werd gemaakt met Kodak Tri-X-film. Na ruim een jaar reizen kwam Drexhage terecht op het eiland Bali, alwaar hij nu nog steeds leeft, samen met zijn vrouw en zoon.
Als ondernemer begon Drexhage verschillende projecten in onder andere onroerend goed.
In 2016 zette hij The Lovina Pages op, een maandblad over cultuur, liefdadigheidsprojecten en commerciële projecten in Noord-Bali.
Robbie Drexhage was ook betrokken bij het opzetten van the Rotary Club of Bali Lovina. Zijn bouwbedrijf bouwde zonder winstoogmerk de “window to the world school Lovina”, ontworpen door architect Djelko van Es.
In 2016 nam Drexhage het initiatief voor het opzetten van een montessorischool in Singaraja.

## Externe koppelingen
- persoonlijke website